# Engenharia didática
Engenharia didática (em francês: Ingénerie didactique) é uma metodologia de pesquisa e teoria educacional elaborada no início da década de 1980 para trabalhos de Educação Matemática. Concebe o trabalho do pesquisador similar ao de um engenheiro subdividindo os componente sem sala de aula, com o uso das sequências didáticas O termo pode, também, ser usado para designar a aplicação planejada de uma sequência didática em um grupo de alunos. Entre os estudiosos do tema, se destaca a pesquisadora francesa Michèle Artigue.

## Fases
- Análise preliminar
- Concepção e análise a priori das situações da engenharia didática
- Experimentação
- Análise a posteriori e validação